# Peter Piel
Peter Piel   (Kessenich, 12 d'agost de 1835 - Boppard, 21 d'agost de 1904) va ser un compositor alemany, teòric de la música i pedagog.
Estudià en el Seminari d'institutors de Kempen, i a partir de 1868 fou professor de música del Seminari de Boppard.
Deixà un gran nombre de Misses a 2 i 4 veus, amb o sense acompanyament d'orquestra; motets. Magnificat, Antifones a 4 i 8 veus, preludis i corals per a orgue i moltes composicions per a violí i piano. Com a preceptista musical, és cèlebre per la seva obra Harmonielehre, que va tenir un gran nombre d'edicions i és obra tipus de música litúrgica.